# Pyura pennata
Pyura pennata är en sjöpungsart som beskrevs av Monniot 1991. Pyura pennata ingår i släktet Pyura och familjen lädermantlade sjöpungar. Inga underarter finns listade i Catalogue of Life.